# 梁晃維
梁晃維（英語：Fergus Leung，1997年4月3日—），香港大學生物醫學系學生，前香港中西區區議會觀龍選區議員，前香港大學學生會外務秘書及時事委員會主席。2021年因初選47人案，梁晃維被控「串謀顛覆國家政權」遭還押至今，不得保釋；其後辭去區議員職務。

## 學運生涯

### 港大學生會
協辦民族黨集會
2017年6月30日，香港民族黨召集人陳浩天原訂於尖東海傍舉行「哀悼香港淪陷二十年」集會，惟因警方發出禁止集會通知書，在下午五時左右已有約一百名警察在尖沙咀一帶截查及搜袋，並全面封鎖尖沙咀海傍，迫令陳浩天在晚上七時左右宣佈集會取消。包括時任外務秘書梁晃維在內的香港大學學生會等六間大專院校學生會同意於同晚在香港浸會大學舉辦與香港淪陷有關的集會，主辦方將改為六間大專院校學生會，原來香港民族黨集會的嘉賓亦會出席。
反對一地兩檢
2017年7月，港府公佈高鐵香港段一地兩檢方案，將於西九龍總站分劃出實行中國大陸法律的「內地口岸區」，引起社會擔憂中國大陸法律在港實施的憂慮。時任外務秘書梁晃維代表港大學生會加入由民主派﹑學者及大專學界組成的「一地兩檢關注組」，透過網上宣傳及街站等形式，向公眾解釋反對一地兩檢方案的理據，以阻止方案以本地立法形式通過。
接受法國廣播電台訪問
梁晃維接受法國廣播電台訪問時稱，自己接受香港文化、歷史和價值的熏陶，感受到自己是「完全的香港人」。他又指沒有感覺到自己是中國人，並認為在中共體制下長大的人，對於民主自由有與我們（香港人）不同的看法。
梁晃維又認為香港人的生活空間「僅及得上一個車庫大小的面積」。他又引用其父母的看法，指舊時的香港只要努力工作便會有好生活，使香港人在以前較感到有前途，因此香港人在過去比較樂觀。

### 反修例運動
2019年，梁晃維與大學同學成立「香港大學反送中關注組」，在校內校外擺設街站，又在校內設置了連儂牆、舉辦「文宣製作班」、「公民講堂」等，宣傳反修例訊息。

## 政治生涯

### 區議會
被選舉主任質疑參選資格
梁晃維參選2019年香港區議會選舉中西區「觀龍」選區，報名後遲遲未獲選舉主任確認提名資格。最終收到中西區選舉主任黃何詠詩的信件，信中要求梁就以往政治言論作解釋，質疑梁的政治主張違反《基本法》及一國兩制，要求梁於24小時內答覆。梁斥有關提名是政治審查，肆意褫奪其被選舉權。
梁晃維在Facebook公開有關信件，黃何詠詩在信中引述梁晃維以往以港大學生會外務秘書身份的發言內容，梁曾指：「必需在現在一國兩制、基本法以外，尋求一些新的出路」、「建立一個我們香港人真正能夠當家作主的社會制度」、「要在一國兩制的框架之外，尋求香港前途的出路」、「在尊重一國兩制、或者是尊重一國原則的前題下去爭取民主的話，最終我們只會什麼也不會得到」、「絕對不能夠對一國兩制在未來能夠繼續非常好的implement有任何的幻想」及「在中國的統治下，香港人無可能得到真正的自由、不可能真正當家作主」，質疑梁並非擁戴《基本法》。
梁回應指，根據《基本法》，他依法享有被選舉權：「只有觀龍區選民有資格以選票定奪我是否適合成為代表他們的區議員，絕不容選舉主任和行政機關自行作政治審查，肆意褫奪此權利。」最終提名於遞交回覆後獲接納，確認參選區議會的資格。
在區議會選舉中勝選
梁晃維於2019年區議會選舉勝出，獲得3195票，擊敗前任民建聯區議員楊開永。楊於當次選舉的得票為2970票，而作為梁「Plan B」的周世傑得票則為138票。
觀龍選區的區議員由1994年起均屬民建聯，唯其中2003年曾由民主派人士何秀蘭擔任，然而何秀蘭於當選後摒棄地區工作，民建聯便於換屆選舉重奪觀龍區區議員之位。梁晃維繼而於2019年勝出選舉，觀龍區區議員再次由民主派人士擔任。
舉辦「星火不息燃點國際」集會
2019年12月，抗爭支援組織星火同盟成員被捕，資金被警方凍結，當時為候任中西區區議員的梁晃維，聯同張崑陽及民間集會團隊，於12月23日，於愛丁堡廣場舉辦「星火不息燃點國際」集會，聲援星火同盟。主辦單位估計有4.5萬人參加。
舉辦「美國戰線，如箭在弦」網上集會
2020年3月15日民間集會團隊主辦「美國戰線，如箭在弦」網上集會，由梁晃維及張崑陽協辦，呼籲關注美國人權法案首份年檢報告。梁晃維於集會表示，會繼續網上聯署及在各區設實體街站，希望收集更多簽名，將聯署信交予美方，能收集到共20萬個簽名，向美方展現港人的決心，展現港人不會放棄一直以來的訴求。

### 參與民主派初選及立法會換屆選舉
發起「墨落無悔 堅定抗爭」聲明書聯署
梁晃維聯同屯門區區議員張可森及本土派鄒家成發起「墨落無悔 堅定抗爭」的抗爭派聲明書，希望民主派立法會參選人明確表明在議會內的抗爭意志，以及會尊重初選投票結果，並列明支持五大訴求，將會使用包括否決財政預算案以來的手段來迫使特首回應五大訴求。唯在2023年7月初審時，鄒家成澄清《墨落無悔》聲明只屬聲明，而非協議，實際上並無約束力。最後，多位民主派初選參與人或政黨，分別以個人名義羅冠聰、黃之鋒、朱凱廸以及政黨政黨名義如公民黨及工黨參與。
宣佈參與民主派港島區初選
梁晃維於6月18日在面書上宣佈參與2020年香港立法會選舉民主派港島區初選，並發表參選宣言。他在宣言中提到，從學運到從政都是希望增加港大同學及香港市民的身份認同，使他們多對香港前途多思考，並隨後「作出對香港民族最好嘅決定」。他又指，區議會工作使他看清香港政府無視無意授權，在多項社會議題上均百般刁難。他亦表示，否決財政預算案是香港抗爭者對來屆立人會選舉的期望；而7月的民主派初選，將會是香港人最後一次能不受限且自由地選出民意代表的選舉。
報名參選立法會後被選舉主任質問多項問題
2020年立法會換屆選舉，梁勝出泛民陣營舉辦的初選，遞交提名報名出戰香港島地區直選後數日，即同年7月25日，便與同區出戰的南區區議員袁嘉蔚，同時接收到當區選舉主任黃智華的信件，就多項議題的立場詢問其，包括涉及「要求外國制裁」、「反對國安法」、「否決財政預算案及其他政府議案」及「香港特別行政區的法律地位」等範疇，要求他在翌日中午前回覆有關問題，而有關舉動亦被外界評論指是撤銷梁等人之參選資格的前奏。7月30日，選舉主任裁定梁晃維提名無效。

## 外部連結
- 梁晃維的Facebook專頁（页面存档备份，存于）